# Klabund
Alfred Henschke, bolj poznan pod psevdonimom Klabund, nemški pesnik, pisatelj, in dramatik, * 4. november 1890, Krosno Odrzańskie, Poljska, † 14. avgust 1928, Davos, Švica.

## Življenje in delo
Alfred Henschke se je rodil v farmacevtski družini. Maturiral je leta 1909 z odličnim uspehom na gimnaziji v Frankfurtu na Odri. Na očetovo željo je najprej študiral kemijo in farmacijo v Münchnu, nato pa se je prepisal na filozofijo, filologijo in teatrologijo v Berlinu in Lozani. Leta 1912 je prenehal s študijem, si nadel psevdonim Klabund in se po vzoru Petra Hilleja oklical za potepuškega pesnika. Ime Klabund  je kombinacije nemškega priimka Klabautermann (zvit škrat iz nemškega ljudskega izročila) in besede Vagabund 'potepuh'. Med študijem v Münchnu je prek teatrologa Arturja Kutscherja prišel v boemsko okolje, kjer je spoznal Franka Wedekinda. Njegova prva pesniška zbirka Morgenrot! Klabund! Die Tage dämmern! (Jutranja zarja! Klabund! Dnevi se rojevajo!) je pod Wedekindovim vplivom prekinila s tradicijo naturalizma in impresionizma.
Klabund je v reviji Alfreda Kerra "PAN" objavljal pesmi, katerih namen je bil šokirati javnost. Zaradi njihove nespodobne vsebine so ga preganjali. Še naprej pa je objavljal v revijah Jugend in Simplicissimus. Od leta 1914 je sodeloval pri reviji Die Schaubühne (pozneje Die Weltbühne). Prvo svetovno vojno je pozdravil z navdušenjem in tako kot številni drugi pisatelji tistega časa pisal domoljubne pesmi. Zaradi tuberkuloze ni bil vpoklican v vojsko, med vojno pa je precej bival v švicarskih sanatorijih. Zanimal se je za književnost daljnega vzhoda, jo prevajal in prirejal. Postal je pacifist. Leta 1917 je v časopisu Neue Zürcher Zeitung objavil odprto pismo cesarju Viljemu II. in ga pozval k abdikaciji, zaradi česar je bil obtožen veleizdaje in žalitve veličanstva (lèse-majesté).
Leta 1918 se je poročil z Brunhildo Herberle, ki jo je spoznal v sanatoriju za pljučne bolnike. Umrla je še istega leta po zapletih zaradi prezgodnjega poroda. Istega leta je izšlo Klabundovo najbolj priljubljeno prozno delo, roman Bracke. Leta 1923 se je poročil z igralko Carolo Neher. 1925 je bila v Meisnu premiera igre Der Kreidekreis (Krog s kredo), ki temelji na kitajskem izročilu. Velik uspeh so dosegle tudi berlinske uprizoritve te igre istega leta. Bertolt Brecht je na njeni osnovi napisal igro Kaukasischer Kreidekreis (Kavkaški krog s kredo). Klabund je redno pisal za kabarete, med drugim za Schall und Rauch. Njegove pesmi in napevi so ponarodeli. Umrl je za posledicami tuberkuloze.
Napisal je 25 gledaliških iger in 14 romanov, od katerih so nekateri izšli šele po njegovi smrti, številne kratke zgodbe, priredbe in več del o zgodovini književnosti. Njegovi romani so v slogu ekspresionistični, označeni so kot romani hrepenenja (z avtobiografsko tematiko bolezni in ljubezni), romani strasti (s čutnimi portreti zgodovinskih osebnosti) in romani izpolnitve (Bracke (1918) in Borgia (1928)).

## Klabund in Slovenci
Prevodi v slovenščino
- Borgia: roman rodbine, [prevod Vladimir Levstik], 1934 (COBISS), 1984 (COBISS), 1994 (COBISS), Borgijci, 1952 (COBISS)
- Pjotr: roman carja; Rasputin: roman demona, [prevod Boris Rihteršič], 1938 (COBISS), Rasputin: roman demona, 1994 (COBISS)
- Praznik cvetočih češenj : japonska igra v 4 slikah : po Tacedo Isumi spisal Klabund : Rokodelski oder, Ljubljana, v nedeljo, 14. marca 1943-XXI, 1943 (COBISS)